# ENCI

Het ENCI-complex te Maastricht: groeve en fabrieksinstallaties

ENCI, ofwel Eerste Nederlandse Cement Industrie, is een Nederlandse producent van cement met vestigingen in Maastricht (tot 2020), Rotterdam, IJmuiden en Den Bosch. ENCI behoort voor 100% tot de multinational HeidelbergCement.

## Geschiedenis
In 1924 werd te Maastricht de Eerste Nederlandse Cement Industrie opgericht, de bakermat van het huidige bedrijf. Het bedrijf verkreeg in 1926 van de Nederlandse overheid een exploitatieconcessie voor de winning van Limburgse mergel op de Sint-Pietersberg, een onderdeel van het Plateau van Caestert, even ten zuiden van Maastricht.
Al in 1923 werden door H.A.H. (Herman) de Ronde de eerste schetsen gemaakt voor de nieuwe fabriek aan de Lage Kanaaldijk. Vier jaar later kwam de zogenaamde 'Peutzhal' tot stand, thans AINSI, ontworpen door Frits Peutz, die in deze periode samenwerkte met De Ronde. In 1930 had het bedrijf 377 werknemers in dienst, waarvan 109 in het buitenland (België) wonend. De oppervlakte van het bedrijfsterrein besloeg 28.600 m².
In 1927 werd door de ENCI de Nederlandsche Portland-Cementfabriek in Vijlen gekocht. Deze werd in 1929 gesloten.
De aandelen van ENCI waren al vanaf de oprichting grotendeels in handen van het te Brussel gevestigde bedrijf CBR (Cimenteries et Briquetteries Réunies de Bonne Espérance). Dit bedrijf is in 1993 overgenomen door het Duitse HeidelbergCement, een internationaal opererend concern dat momenteel de op drie na grootste cementproducent ter wereld is.
In 2020 sloot de productielocatie in Maastricht, nadat twee jaar eerder de mergelwinning in de ENCI-groeve was stopgezet.

## Productielocaties
De cementproductie van ENCI vindt plaats in fabrieken in Maastricht (1926), IJmuiden (1931) en Rotterdam (1964). Verkoop en marketing vinden plaats vanuit een kantoor in 's-Hertogenbosch.

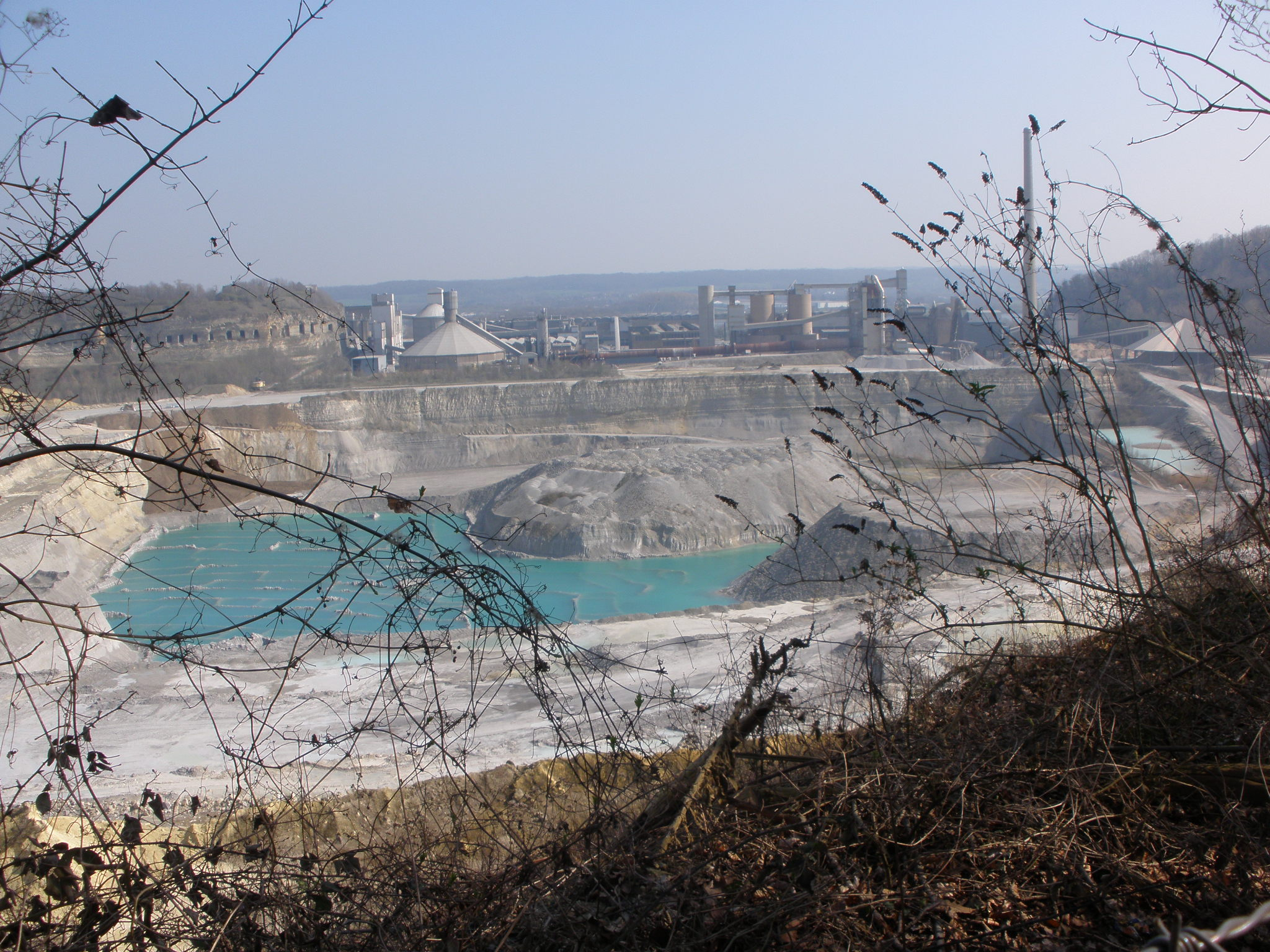
Deel van de groeve op de Sint-Pietersberg

### Vestiging Maastricht
In de ENCI-groeve in de St. Pietersberg te Maastricht vond tot 2018 het totale productieproces van cement plaats: de winning van kalksteen in dagbouw, het produceren van het halffabricaat klinker, en ten slotte het malen van deze klinker tot cement. De ENCI-groeve was een grote kalksteengroeve van 150 hectare, die op 1 juli 2018 werd gesloten voor mergelwinning.
De fabriek is gelegen tussen de groeve en de Maas en heeft een eigen kade. In 2007 produceerde de Maastrichtse vestiging circa 900.000 ton klinker en 1.400.000 ton cement. De klinker werd deels naar Rotterdam en IJmuiden vervoerd om aldaar tot cement te worden verwerkt. De cementoven met een capaciteit van 800.000 ton klinker per jaar is op 29 maart 2019 stilgelegd. Alleen de cementmolens zijn anno 2019 nog in bedrijf: een energiezuinige rollenpers en drie kogelmolens om de klinker tot cement te malen met een maximale productie van 1,2 miljoen ton cement per jaar.

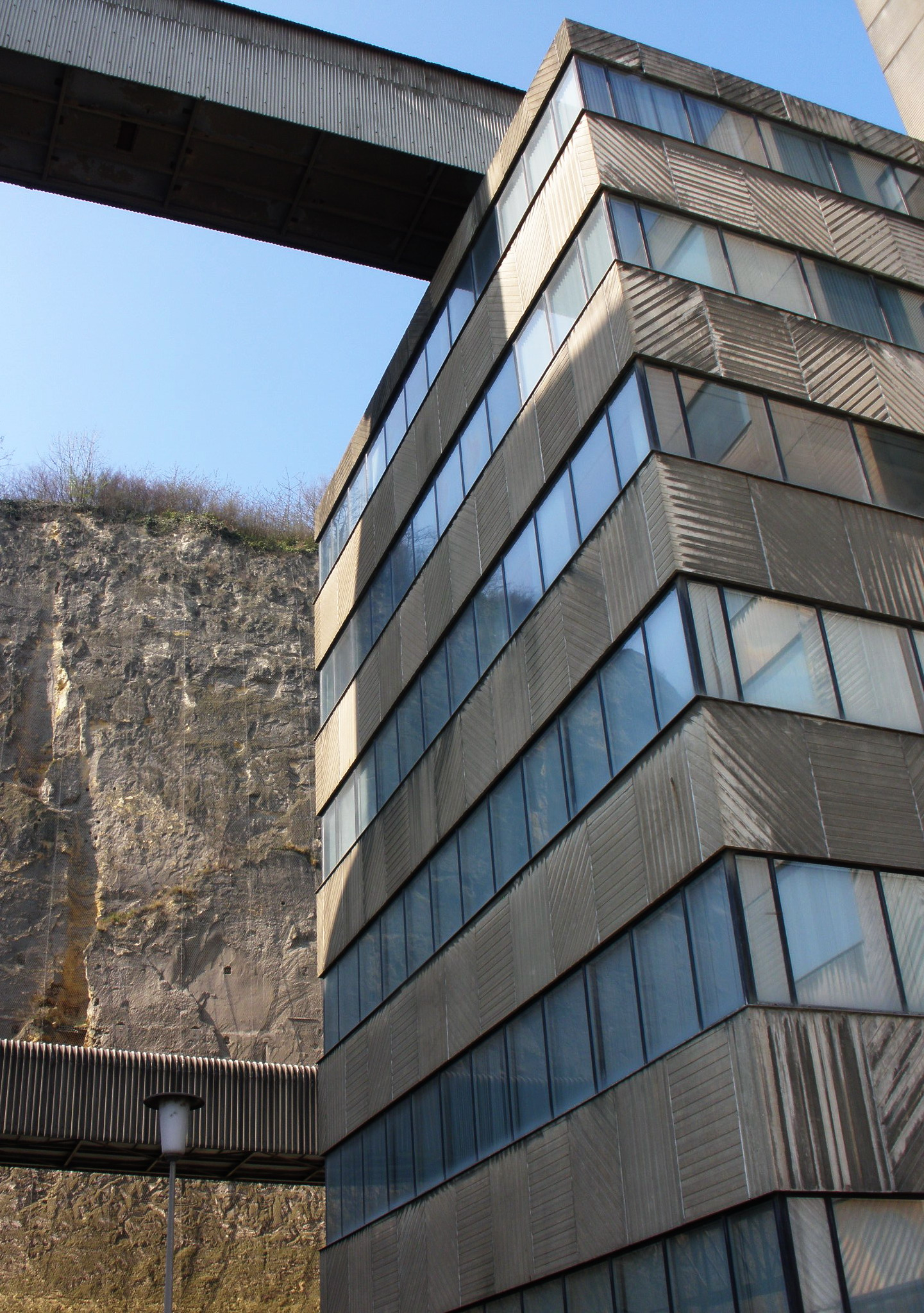
Kantoorgebouw
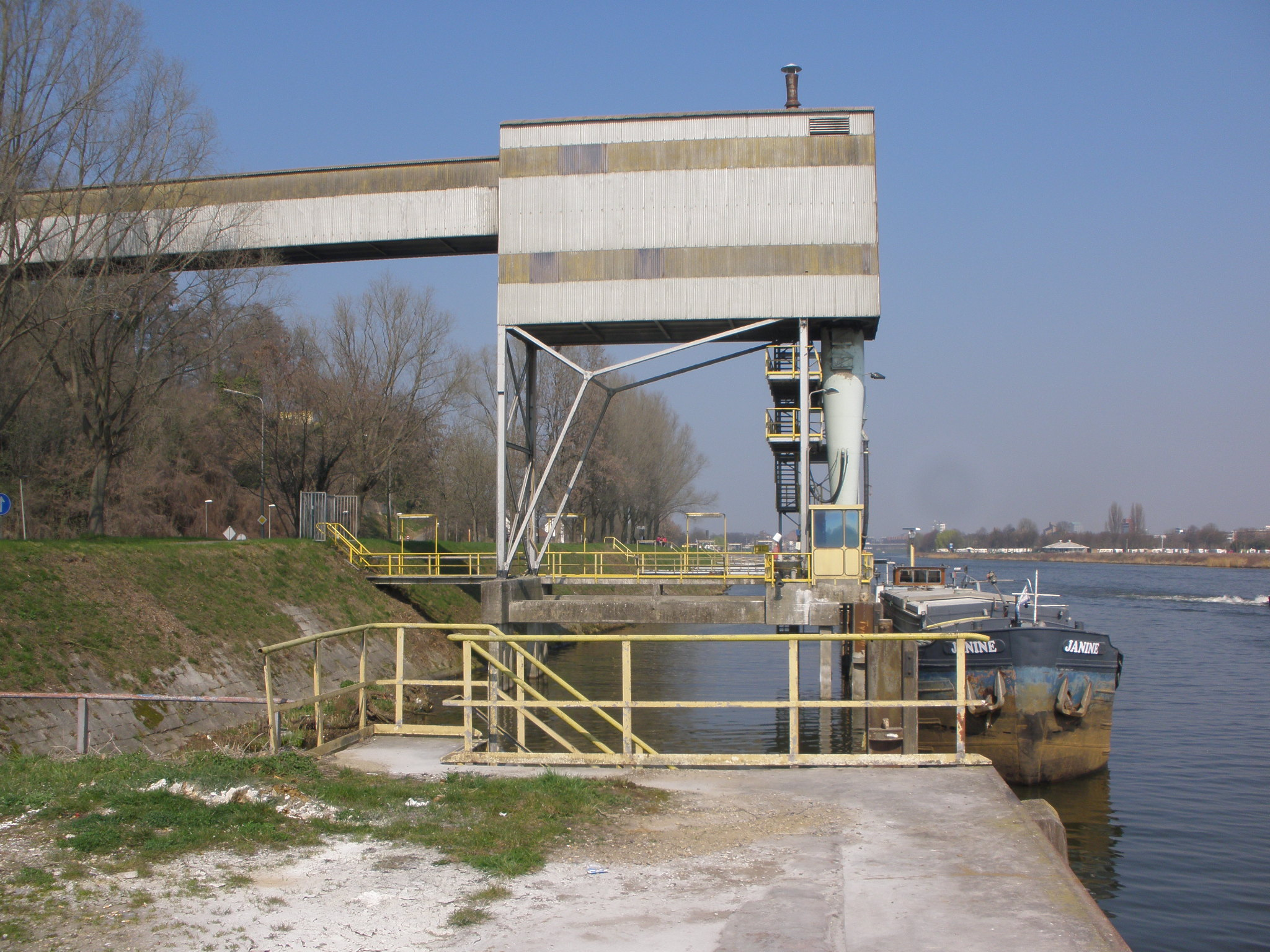
Losinstallaties
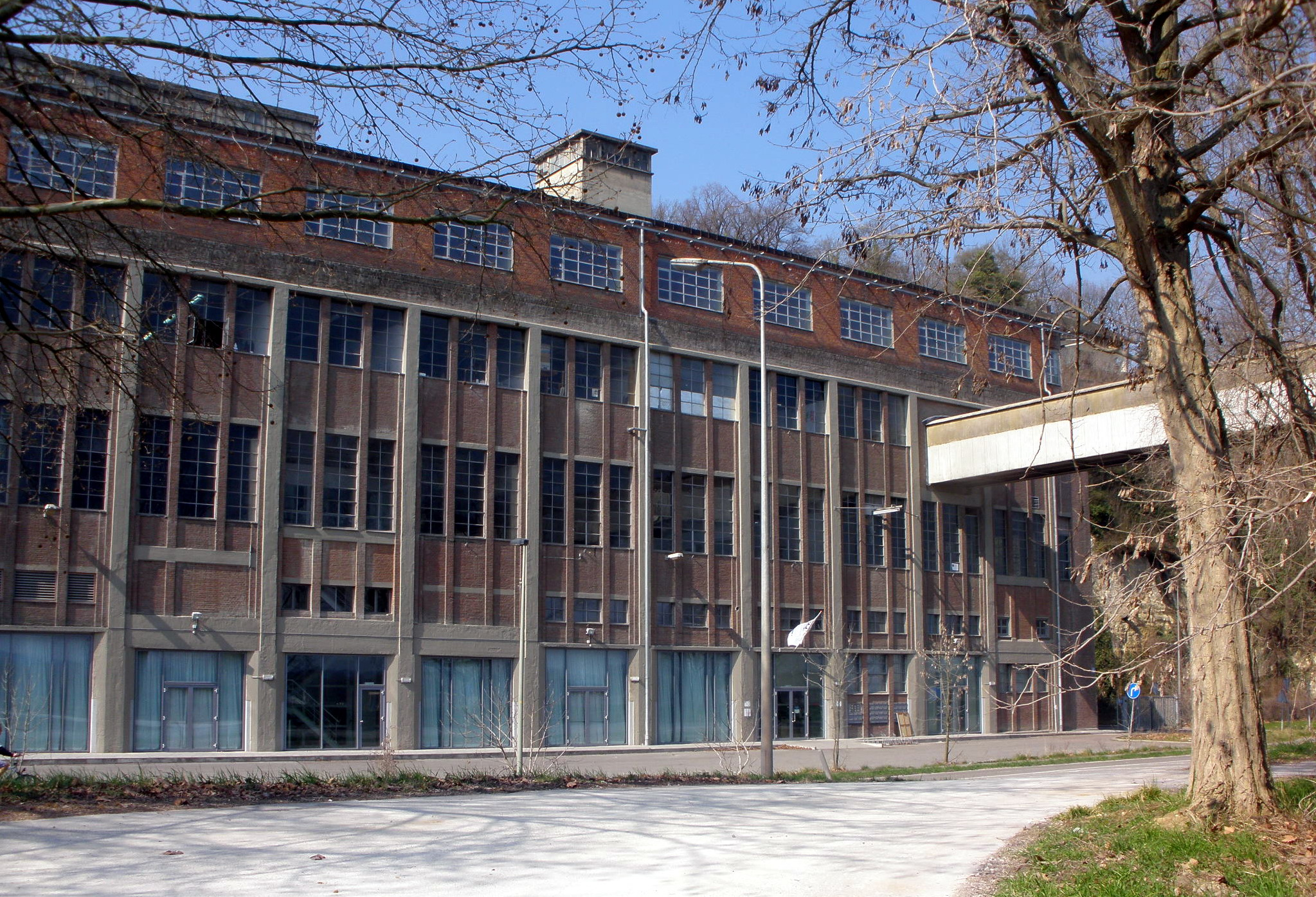
Fabrieksgebouw
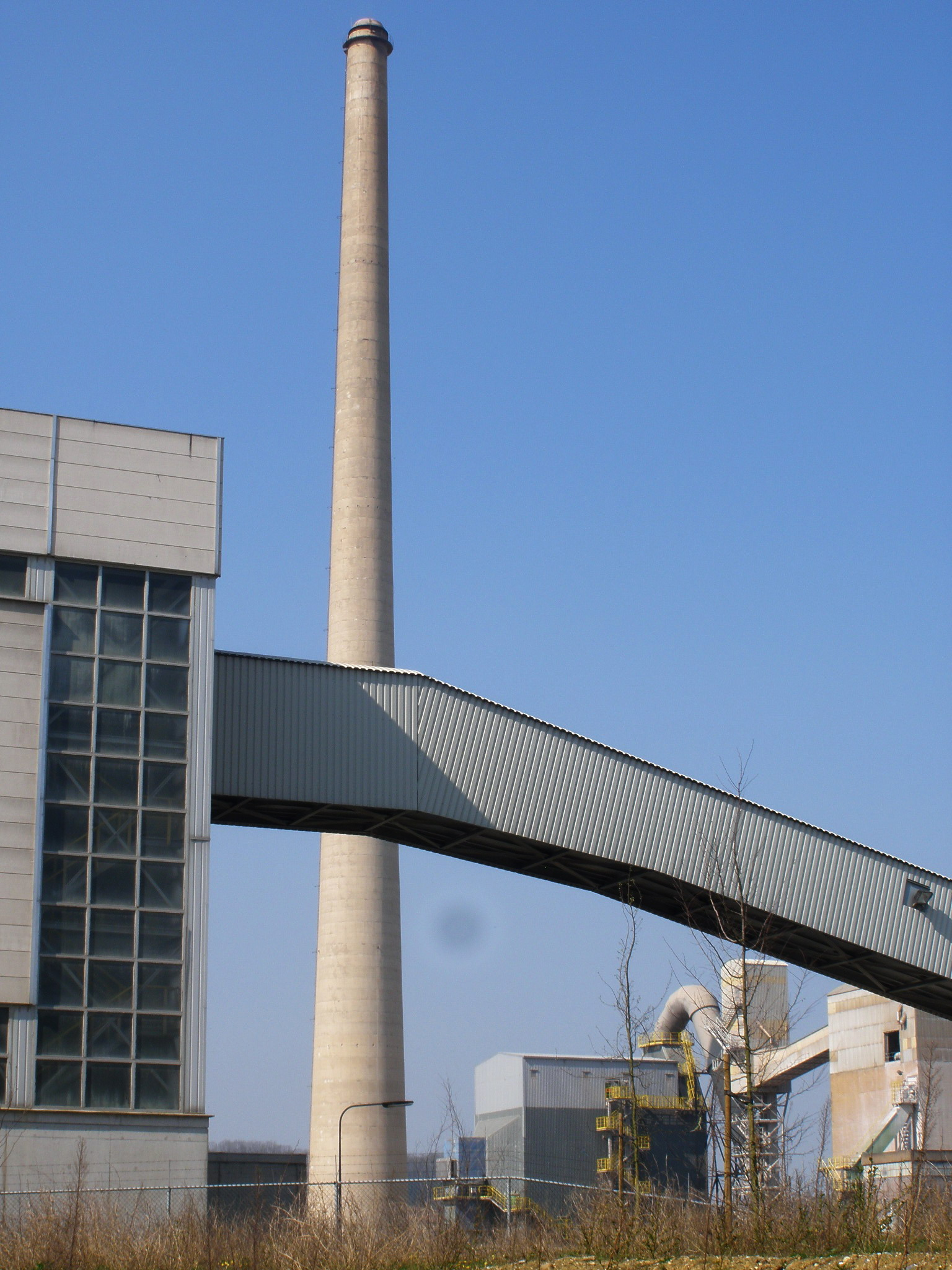
Fabrieksschoorsteen
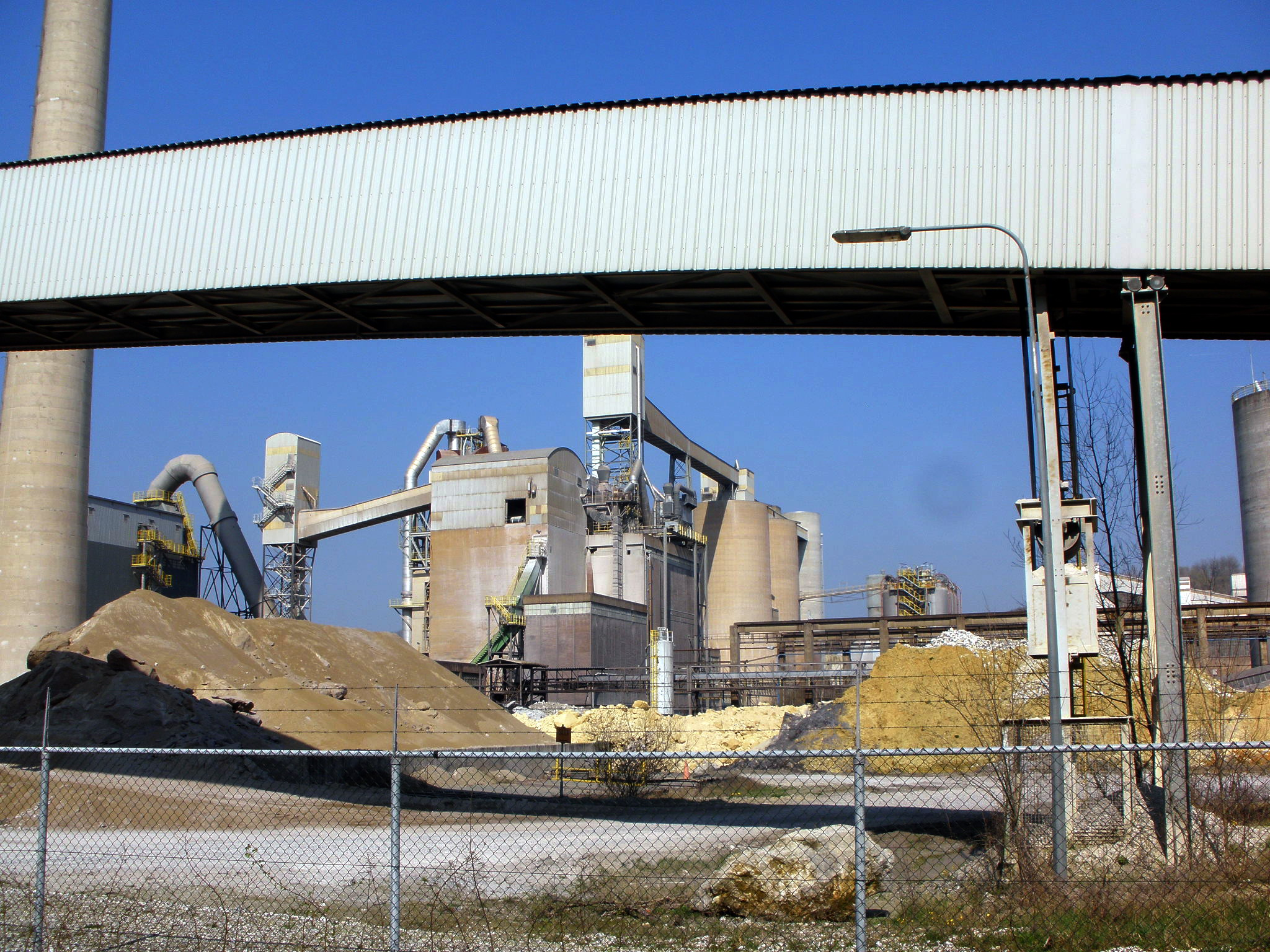
Klinkeroven
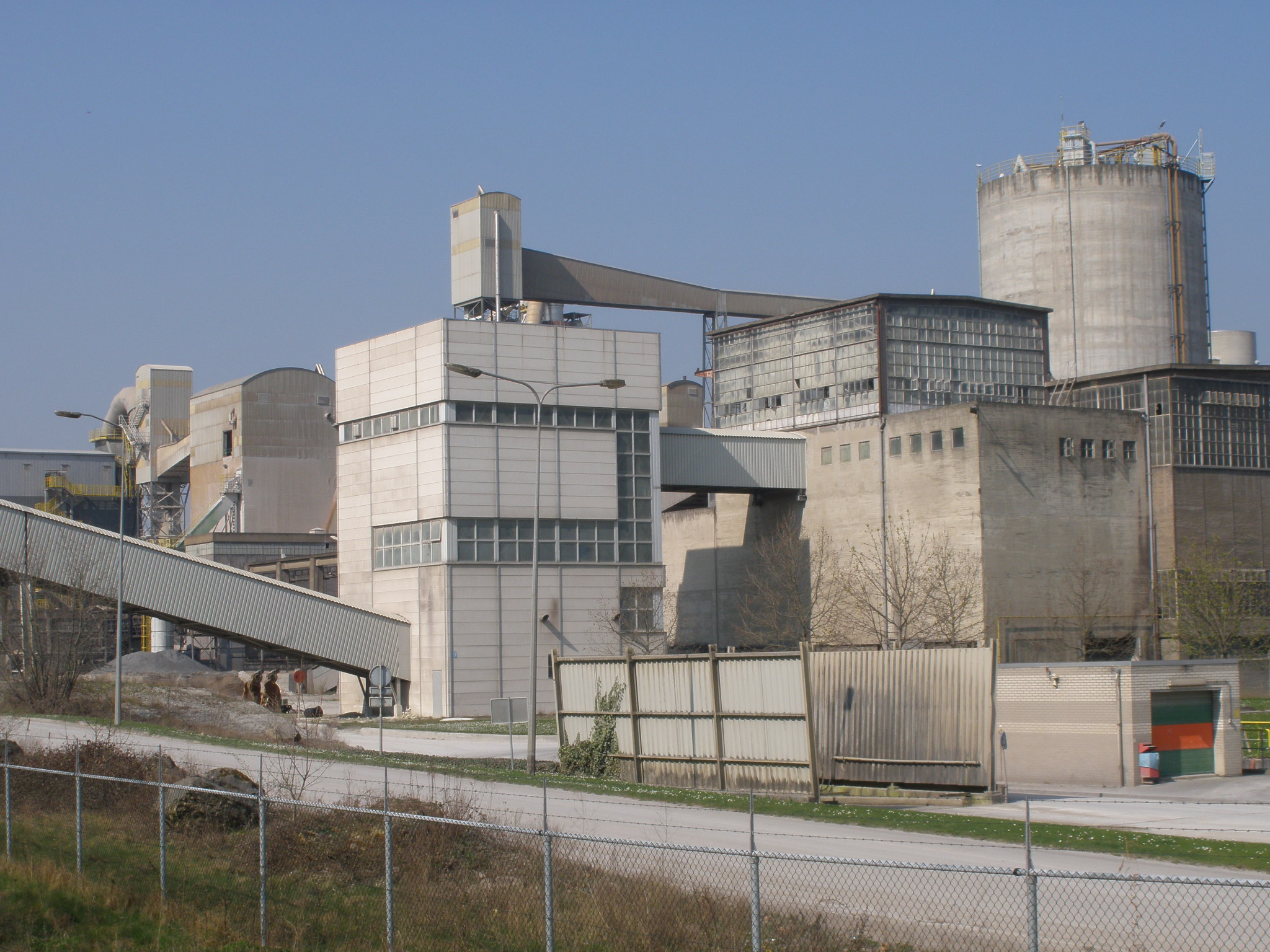
Klinkeroven
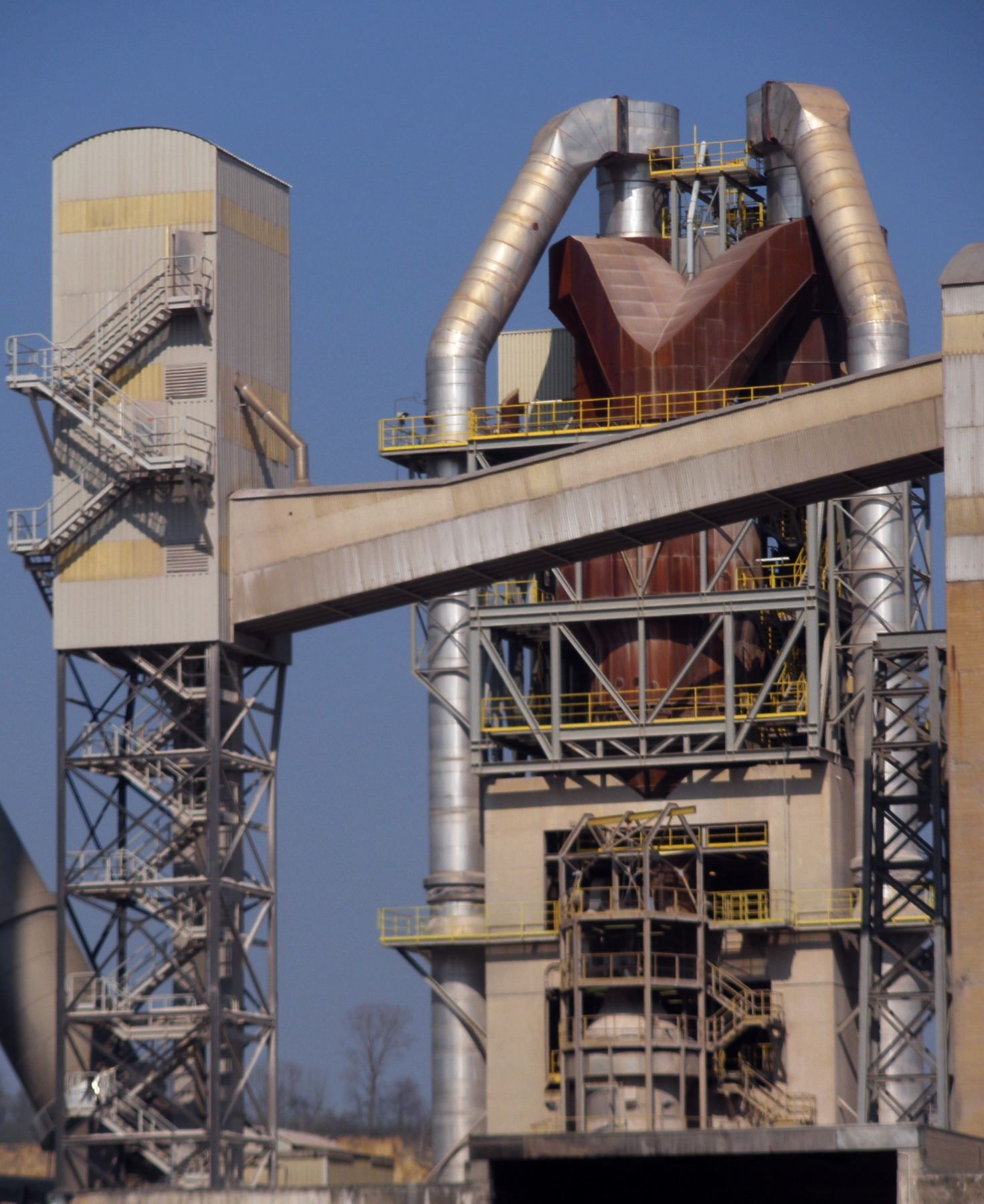
Klinkeroven

### Vestigingen Rotterdam en IJmuiden
De andere twee Nederlandse vestigingen van ENCI bevinden zich te Rozenburg en IJmuiden. In deze vestigingen wordt de klinker, samen met hoogovenslak, tot cement vermalen. De fabriek in IJmuiden (Cemij) maakt gebruik van hoogovenslak dat vrijkomt bij de productie van ruwijzer bij de nabijgelegen vestiging van Tata Steel Europe. Cemij werd in 1930 opgericht door Hoogovens en ENCI. Vanuit Antoing of Lieze, beide gelegen in België, wordt de klinker per schip aangevoerd. Qua capaciteit is de maalfabriek van IJmuiden twee keer zo groot als de fabriek in Rotterdam. Er wordt in de vestiging in IJmuiden zo'n 1,2 miljoen ton cement geproduceerd. In totaal worden in beide fabrieken vier soorten hoogovencement geproduceerd. In Rotterdam werd in 2009 ruim 340.000 ton cement geproduceerd. Deze fabriek werd in 1964 gebouwd.

## Milieueffecten

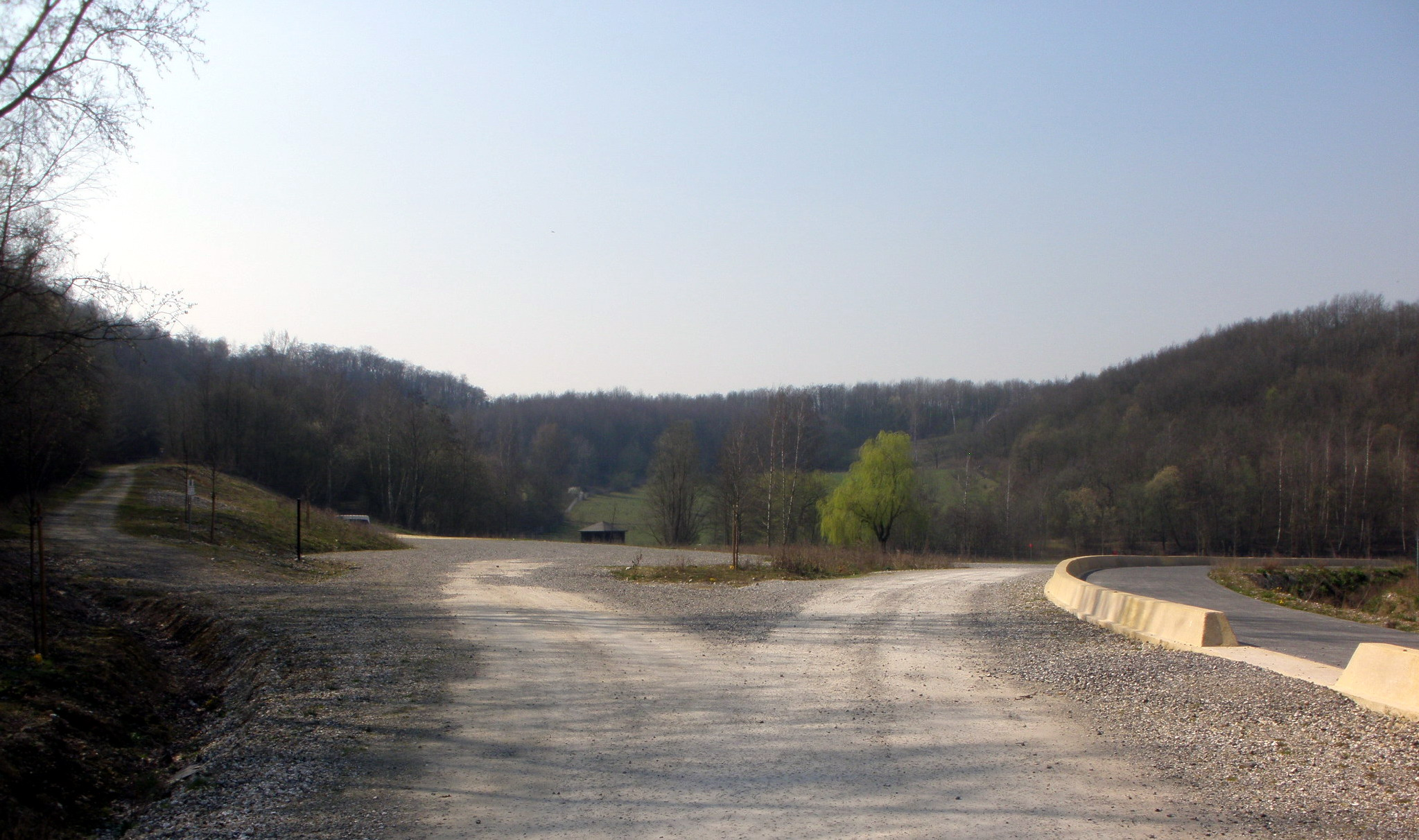
Natuurontwikkeling aan de zuidrand van de groeve: nieuwe wandel- en fietspaden

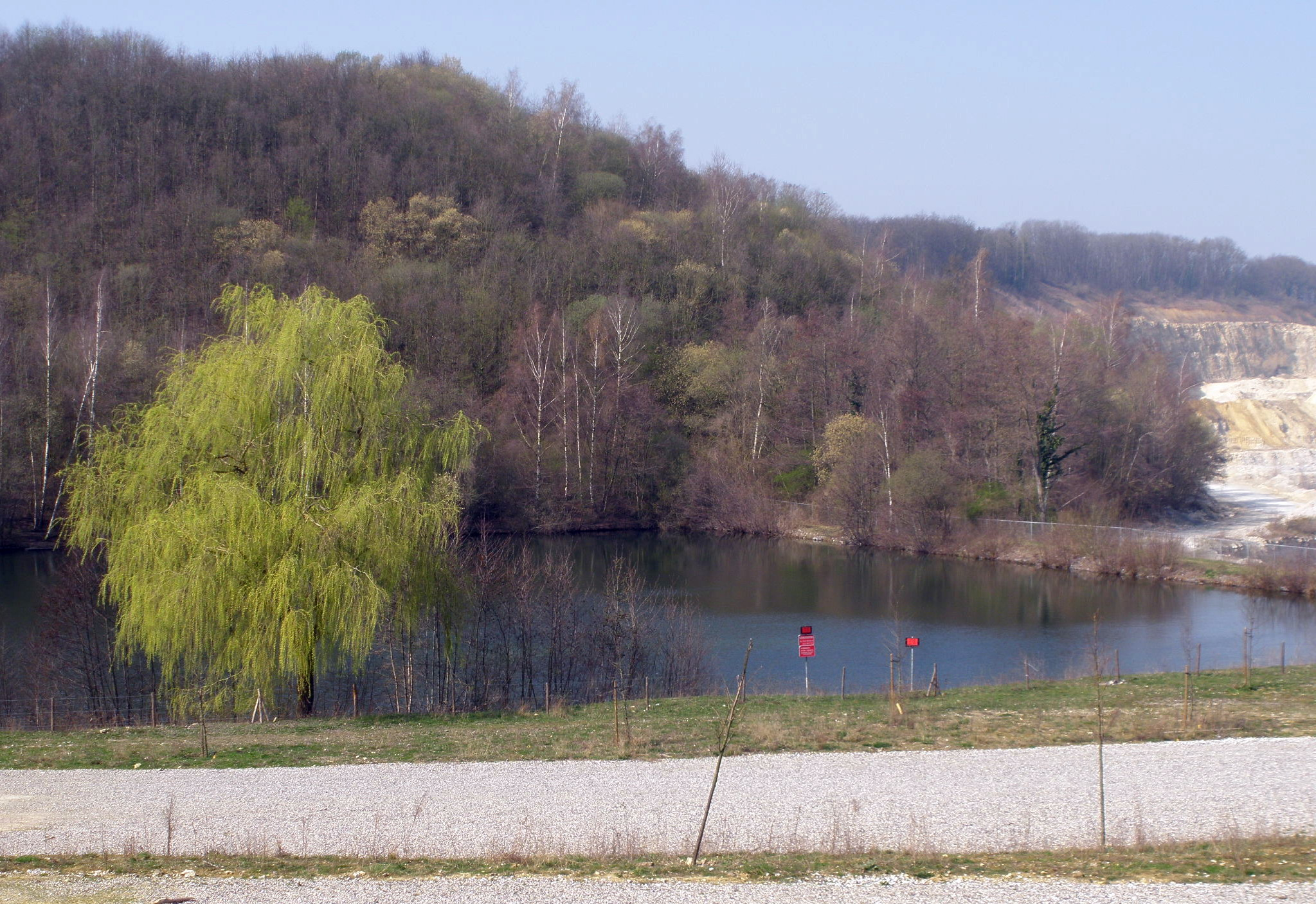
Natuurontwikkeling naast de groeve: vismeertje

Tot circa 1970 was de ENCI een van de grootste werkgevers van Maastricht. Sinds de jaren 1970 nam de kritiek op het bedrijf toe omdat steeds meer mensen de activiteiten van de groeve en de fabriek belastend vonden voor natuur en milieu, met name vanwege:
- de aantasting van de Sint-Pietersberg door afgraving;
- de verdroging van het Jekerdal die deels te wijten is aan het oppompen van grondwater door ENCI;
- de uitstoot van schadelijke stoffen in de lucht, mede door het bijstoken van afvalstoffen in de klinkeroven.

### Aantasting Sint-Pietersberg
De kalksteen in de Sint-Pietersberg wordt in dagbouw gewonnen, waardoor een steeds groter deel van de berg wordt afgegraven, wat een aanzienlijke aantasting van het landschap en van de daar levende flora en fauna betekent. Daarnaast werd in 2006 een stuk ENCI-bos op de Sint-Pietersberg gekapt zonder dat ENCI over de vereiste ontheffing beschikte, en in strijd met de richtlijnen die het ministerie van LNV aan de ENCI had verstrekt.

### Verdroging Jekerdal
Naast de invloed van het Albertkanaal leveren de activiteiten van ENCI een bijdrage aan de verdroging van het Jekerdal door het oppompen van grote hoeveelheden grondwater uit de groeve, ten behoeve van de mergelwinning.

### Luchtkwaliteit
Om te besparen op het gebruik van fossiele brandstoffen en de effectieve uitstoot van CO2 te beperken, worden in de klinkeroven als afval gekwalificeerde brandstoffen bijgestookt. Het betreft hier slib afkomstig van rioolwaterzuiveringsinstallaties, gesorteerd materiaal afkomstig uit huisvuilverwerking e.d. Restmateriaal dat na verbranding achterblijft wordt met de klinker verwerkt. Over de vraag of er sprake is van "een verantwoorde verwijdering van afval" zijn de partijen verdeeld. Omwonenden klagen over de overlast van stank, stof en geluid als gevolg van de verbranding van reststoffen. De verbranding van dit afval levert daarnaast een extra uitstoot op van onder meer kwik. ENCI in Maastricht stoot jaarlijks onder meer zo'n 70 kg kwik en 30.000 kg fijnstof uit.

### Protesten en verlenging vergunning; toekomst
Hoewel de ontgrondingsvergunning van ENCI B.V. op 31 december 2009 afliep, werd deze in 2010 nog eenmaal verlengd, tot 2018. In dat jaar werd de mergelwinning op de Sint-Pietersberg definitief stopgezet; de klinkerproductie werd tot 2019 met gebruikmaking van de opgebouwde voorraden mergel voortgezet. Vanaf 2018 wordt de klinker uit België (Antoing) aangevoerd, aangezien de cementmolens blijven produceren.
Met de stopzetting van de mergelwinning en klinkerfabricage in Maastricht is een voorlopig eind gekomen aan de jarenlang voortslepende strijd van buurtbewoners en milieuactievoerders tegen het cementbedrijf. Al tientallen jaren waren er protesten tegen de verdere aantasting van de Sint-Pietersberg, om meer schade aan natuur en milieu te voorkomen. De actiegroep 'Sint-Pietersberg Adembenemend' zamelde als burgerinitiatief eind 2007 bijna 5000 handtekeningen in van tegenstanders van verdere afgraving. ENCI-medewerkers zamelden vervolgens ruim 12.000 handtekeningen in. De gemeente Maastricht en Provinciale Staten van Limburg namen aanvankelijk een dubbele houding aan, waarbij het werkgelegenheidsaspect vele jaren de doorslag gaf.
De groeve zal grotendeels worden afgewerkt en aan de natuur worden teruggegeven. Het terrein van de klinkerfabriek (25 ha) zal worden herontwikkeld tot bedrijventerrein. Een deel van de gebouwen van ENCI is in gebruik als cultureel verzamelgebouw AINSI met onder andere een theaterzaal en kunstenaarsateliers.
In 2019 maakte de ENCI bekend dat in 2020 ook de cementfabriek in Maastricht gesloten zal worden.